# 葛城酒造
葛城酒造株式会社（かつらぎしゅぞう）は、奈良県御所市名柄の日本酒の蔵元、酒造会社。銘柄は『百楽門』であり、このブランドで清酒やどぶろくなど様々な種類の日本酒を製造している。特に正暦寺発祥の伝統的な製法「菩提もと」によって醸造された濁り酒は、奈良県内の神社の御神酒となっている。

## 沿革
もともと、奈良の松山町（後の宇陀市）で酒造を手がけていた久保家（後の株式会社久保本家酒造）の分家が、1887年（明治20年）に御所町（後の御所市）で、もともと油屋だった建物を買い入れて、酒造業を創業した。
1962年2月に、久保酒造株式会社として法人化し、翌1963年12月に葛城酒造株式会社に名称を変更した。
1996年、日本産清酒原産地呼称認定委員会 (JSOCA) の提唱に応じ、SOCA奈良が結成された際には、発足時からこれに参加した。
葛城酒造は、2001年から、奈良県内の神社における新穀感謝祭用の濁り酒を、正暦寺に由来するとされる伝統製法「菩提もと」によって製造し、供給している。「菩提もと」は「清酒造りのルーツ」ともいわれ、室町時代に確立された製法であったが、永らく失われており、1999年に奈良県工業技術センターが復活させ、その特許を使う形で葛城酒造が製造し、自社銘柄「百楽門」のひとつとして市販もしている。
2016年から2017年にかけて、一時休業していた。

## 酒造り
酒造りに用いる水は、葛城山系の伏流水である地下100ｍから汲み上げる地下水であり、杜氏は但馬杜氏である。